# 抑制栽培
抑制栽培（よくせいさいばい）とは、露地での栽培（生産）よりも成長・収穫・出荷を遅くする栽培法。対義語は促成栽培。
夏の涼しい気候を利用し、冬や春の野菜を夏に出荷することでもある。
夏の涼しい気候の主な産地は夏でも涼しい高原＝高冷地農業ともいう。

## 概要
促成栽培と同様に、本来露地物が出回らない季節に野菜を出荷することが出来る。例えば、夏野菜をハウス栽培等によって、秋に収穫出来るようになる。こうすることによって、野菜本来の旬の時期を外れた価格の高い時期に野菜を出荷でき、高い利益を上げることが出来る。
長野県・群馬県・山梨県の県境付近一帯は、中学校社会科で抑制栽培の盛んな地域として取り上げられやすい。レタス・キャベツ・白菜などの葉物野菜は、冷涼な気候に適している。東京市場・大阪市場近郊の露地物の出荷が途絶える初夏～晩夏にかけて、集中的に出荷できる。
秋の残暑を利用し、夏野菜を栽培する手段も講じられる。宮崎県とキュウリ生産量日本一を争う群馬県は、加温式の抑制栽培を行い、冬〜春の促成栽培に続いて秋にも二度目の出荷を行う。露地栽培でも、地域によってカボチャやトウモロコシを残暑で栽培することは可能である。家庭菜園では盛んに薦められるが、丈が高くなるトウモロコシは、台風シーズンと重なるために倒伏リスクが高くなる。
日照調節によって花卉の開花時期を大幅に調整できる好例として、渥美半島で盛んに行われているキクの栽培も抑制栽培の一種である。

## 主な生産地
- 野辺山高原：大消費地の首都圏などに向けた高原野菜の栽培が盛ん。主にレタスが有名。

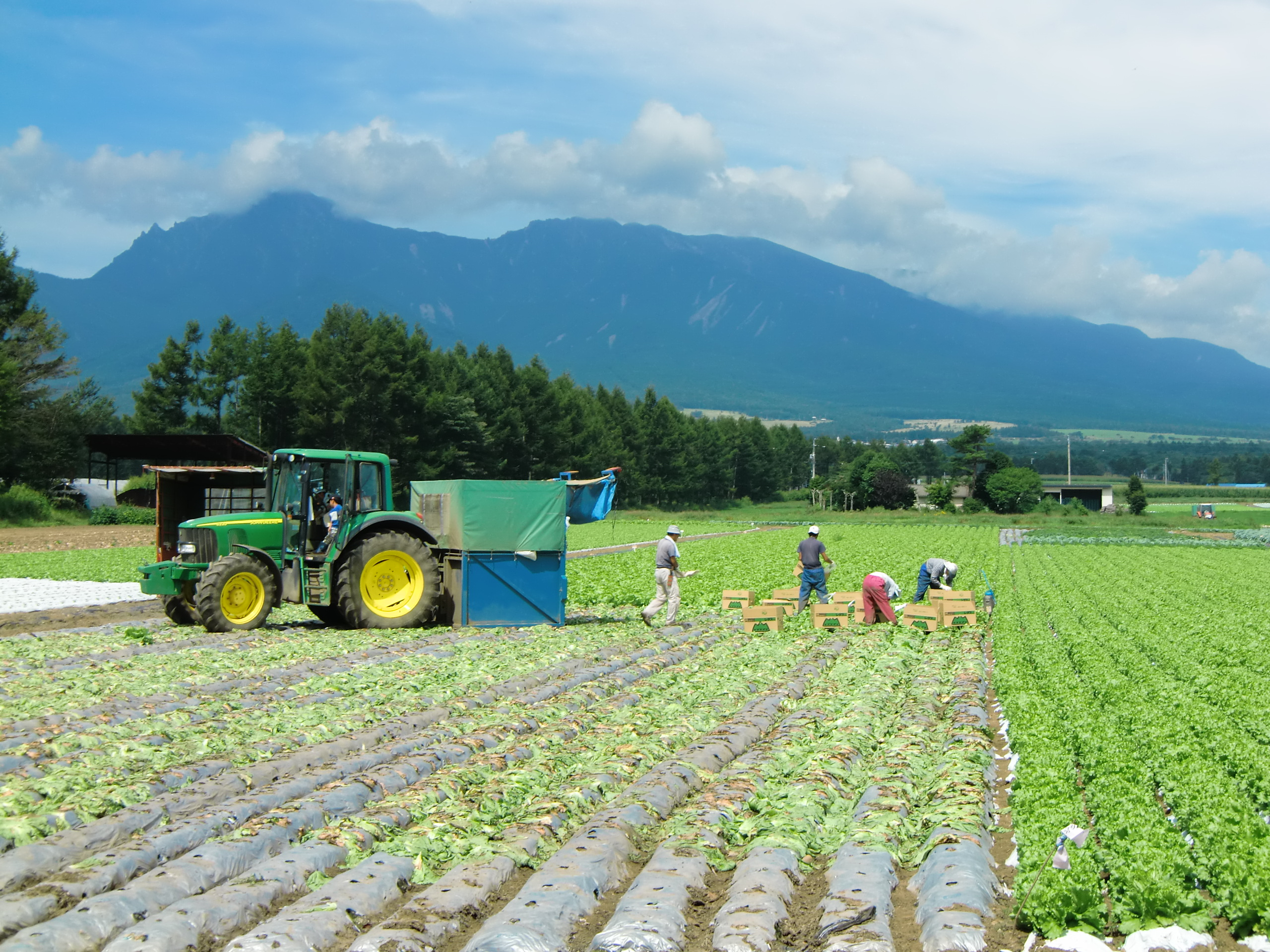
野辺山高原でのレタス収穫風景（2010年8月）
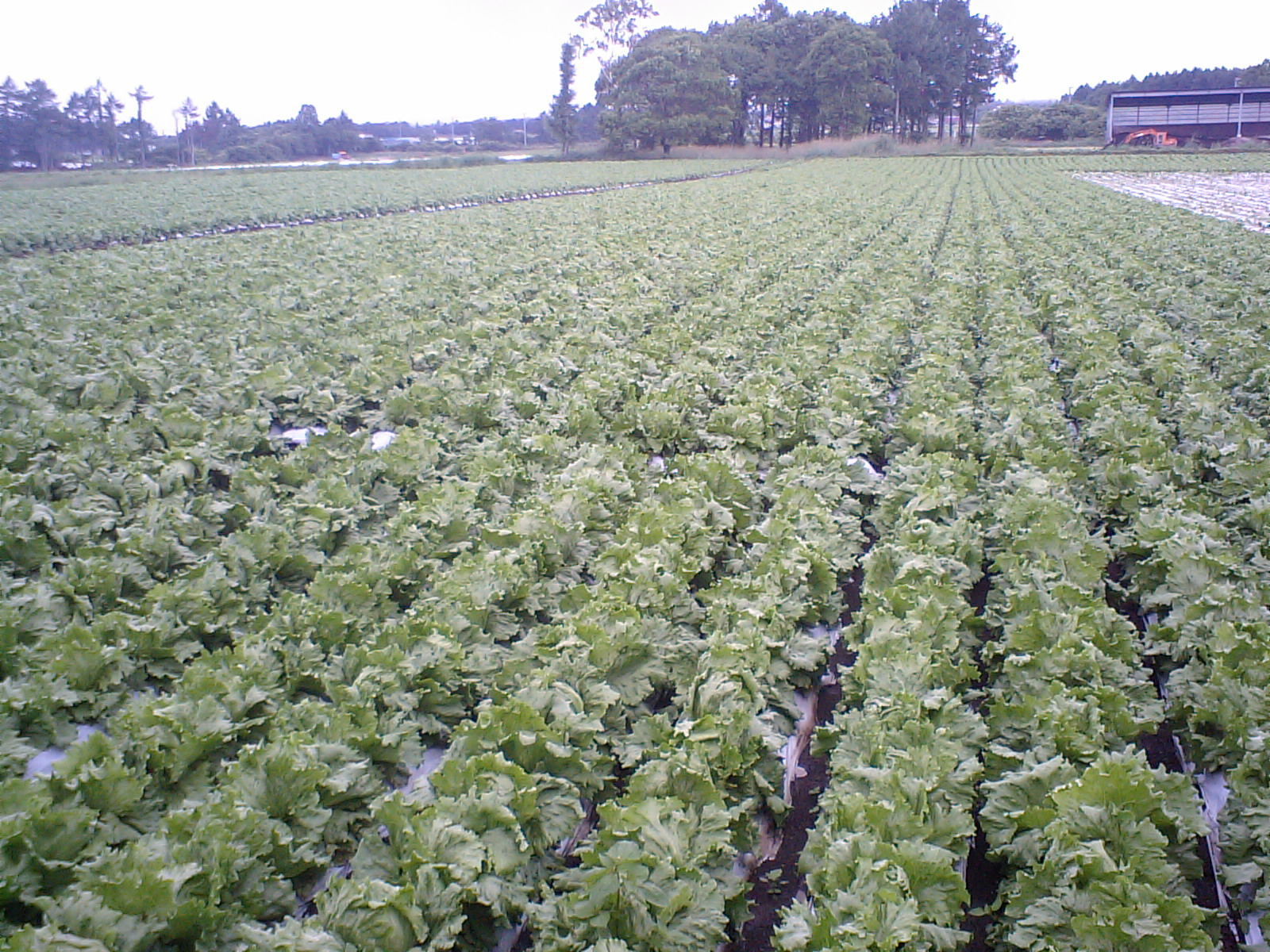
野辺山高原のレタス畑（2009年7月）